# Acido chenodesossicolico
L'acido chenodeossicolico è uno degli acidi biliari. Si presenta come un cristallo bianco solubile in alcool ed acido acetico, ma insolubile in acqua. Il suo punto di fusione è di circa 165 °C. E prodotto dal fegato, derivato dal colesterolo, i suoi sali sono chiamati chenodeossicolati.
Fu per la prima volta isolato dalla bile dell'oca domestica, da cui ha preso il nome (dal greco χήνα = oca). Quando viene alterato dai batteri a livello del colon, si trasforma in acido litocolico.
L'acido chenodeossicolico, come l'acido colico, può essere coniugato con la taurina o la glicina, ottenendo una costante di dissociazione acida più bassa. I composti rimarranno ionizzati finché non raggiungeranno l'ileo dove vengono riassorbiti.

## Usi terapeutici dell'acidochenodesossicolico
- Viene usato per il trattamento dei calcoli biliari. Se somministrato in dosaggi farmacologici, causa una diminuzione della saturazione del colesterolo biliare, che può portare a una graduale dissoluzione degli stessi calcoli. Studi scientifici a tal proposito hanno dimostrato che dal 30% all'80% di un gruppo di pazienti selezionati ha avuto un aumento della dissoluzione dei calcoli durante il trattamento. Gli unici casi di effetti collaterali accertati sono stati un aumento delle transaminasi, non sono stati riportati danni evidenti al fegato.[3]

- Altri studi scientifici hanno dimostrato che pazienti sottoposti a trattamento combinati di acido chenodesossicolico e acido ursodesossicolico hanno riportato una diminuzione della percentuale molare di colesterolo nella bile fino al 2,6% maggiore rispetto al trattamento con il solo acido chenodeossicolico.[4]